# Charles Previn
Pour les articles homonymes, voir Previn.
Charles Previn est un compositeur de musique de film, un chef d'orchestre et un arrangeur américain né le 11 janvier 1888 dans le quartier de Brooklyn à New York (État de New York) et mort le 22 septembre 1973 à Hollywood, Los Angeles (Californie).

## Biographie
Charles Previn fait ses études à New York, puis à l'Université Cornell et au New York College of Music (en). Il commence à travailler comme musicien et chef d'orchestre pour des spectacles de variété et des comédies musicales à Broadway. Plus tard il devient même chef d'orchestre à l'Opéra municipal de Saint-Louis (en) (Missouri),.
Dans les années 1930, il est chef d'orchestre à la radio pour NBC, puis il rejoint Universal Pictures comme directeur musical, arrangeur, compositeur et chef d'orchestre. Il quitte le studio en 1944 et en 1945 devient le directeur musical du Radio City Music Hall. Il revient ensuite à Hollywood en 1947 jusqu'à sa retraite en 1953,.

## Filmographie partielle

### Années 1930
- 1936 : Four Days' Wonder de Sidney Salkow
- 1936 : The Man I Marry de Ralph Murphy
- 1936 : Mon homme Godfrey (My Man Godfrey) de Gregory La Cava
- 1936 : Parole! de Lew Landers
- 1937 : Enquête internationale (en) (Prescription for Romance) de S. Sylvan Simon
- 1937 : Deanna et ses boys (One Hundred Men and a Girl) d'Henry Koster
- 1937 : Le Gardien fidèle (The Mighty Treve) de Lewis D. Collins
- 1938 : Folle Jeunesse (en) (Youth Takes a Fling) d'Archie Mayo
- 1938 : La Coqueluche de Paris (The Rage of Paris) d'Henry Koster
- 1938 : Femmes délaissées (Wives Under Suspicion) de James Whale
- 1938 : Goodbye Broadway (en) de Ray McCarey
- 1938 : State Police de John Rawlins
- 1938 : Délicieuse (Mad About Music) de Norman Taurog
- 1938 : Forbidden Valley de Wyndham Gittens
- 1939 : Premier Amour (First Love) de Henry Koster
- 1939 : The Phantom Creeps (en) de Ford Beebe et Saul A. Goodkind
- 1939 : Hero for a Day (en) d'Harold Young
- 1939 : L'Argent ou l'Amour (For Love or Money) d'Albert S. Rogell
- 1939 : Scouts to the Rescue (en) d'Alan James et Ray Taylor
- 1939 : Les Petites Pestes (The Under-Pup) de Richard Wallace
- 1939 : Chip of the Flying U de Ralph Staub

### Années 1940
- 1940 : Chanson d'avril (Spring Parade) d'Henry Koster
- 1941 : Une épouse modèle (Model Wife) de Leigh Jason
- 1941 : Deux Nigauds soldats (Buck Privates) d'Arthur Lubin
- 1941 : Histoire inachevée (Unfinished business) de Gregory La Cava
- 1941 : Le Loup-garou (The Wolf Man) de George Waggner
- 1941 : Passez muscade (Never Give a Sucker an Even Break) d'Edward F. Cline
- 1942 : Ève a commencé (It Started with Eve) d'Henry Koster
- 1942 : Escapade en musique (en) (Get Hep to Love) de Charles Lamont
- 1942 : Le Fruit vert (Between Us Girls) de Henry Koster
- 1943 : Rhythm of the Islands (en) de Roy William Neill
- 1943 : Hi, Buddy (en) de Harold Young
- 1943 : Monsieur Swing (Mister Big) de Charles Lamont
- 1944 : Hollywood Mélodie (Song of the Open Road) de S. Sylvan Simon
- 1949 : Le Baiser de minuit (That Midnight Kiss) de Norman Taurog

## Récompenses et distinctions

### Récompenses
- 1938 : Oscar de la meilleure musique de film pour Deanna et ses boys, en tant que chef du département musique des studios Universal

### Nominations
- Oscar de la meilleure musique de film
  - 11e cérémonie des Oscars pour Délicieuse
  - 12e cérémonie des Oscars pour Premier Amour (First Love)
  - 13e cérémonie des Oscars pour Chanson d'avril
  - 14e cérémonie des Oscars pour Deux Nigauds soldats
  - 15e cérémonie des Oscars pour Ève a commencé
  - 17e cérémonie des Oscars pour Hollywood Mélodie